# José Kléberson
José Kléberson Pereira (Uraí (Paraná), 19 juni 1979) is een Braziliaans betaald voetballer die bij voorkeur op het middenveld speelt. Hij tekende in 2012 een contract bij EC Bahia, nadat hij eerder uitkwam voor Atlético Paranaense, Manchester United FC en Beşiktaş JK. Sinds januari 2002 speelde hij meer dan dertig wedstrijden als Braziliaans international en won zo onder meer het WK 2002.
De 1.75 meter lange Kléberson debuteerde in 1999 op het hoogste niveau als speler van Atlético Paranaense. Daarmee won hij in 2001 als basisspeler het Braziliaans landskampioenschap. Toenmalig bondscoach Luiz Felipe Scolari nam hem in 2002 vervolgens mee naar het WK 2002. Daar speelde hij vijf wedstrijden, inclusief de met 2-0 gewonnen finale tegen Duitsland.
Manchester United haalde Kléberson bij aanvang van het seizoen 2003/04 voor £6.000.000,- naar de Premier League, maar in Engeland speelde hij zich nooit in de basis. Nadat hij in 2005 voor £2.500.000,- aan Beşiktaş JK werd overgedaan, lukte hem dat in zijn eerste jaar in Turkije wel. In zijn tweede jaar in de Süper Lig bleef zijn aantal competitieoptredens beperkt tot veertien. Daarop ging in Kléberson in 2008 terug naar Brazilië, hoewel zijn contract bij Beşiktaş nog een jaar doorliep. Hij sloot zich in zijn geboorteland aan bij CR Flamengo. Daarmee werd hij in 2009 voor de tweede keer in zijn carrière landskampioen en voor de tweede keer ook in Brazilië. Voor Flamengo was het de eerste titel sinds 1992.
Klébersons spel beviel toenmalig bondscoach Dunga zo goed, dat die hem als reservespeler opnam in zijn 23-koppige selectie voor het WK 2010.

## Cluboverzicht
| Seizoen  | Club                 | Competitie                    | Wedstrijden | Doelpunten |
| -------- | -------------------- | ----------------------------- | ----------- | ---------- |
| 1999     | Atlético Paranaense  | Campeonato Brasileiro Série A | 14          | 1          |
| 2000     | Atlético Paranaense  | Campeonato Brasileiro Série A | 22          | 4          |
| 2001     | Atlético Paranaense  | Campeonato Brasileiro Série A | 25          | 3          |
| 2002     | Atlético Paranaense  | Campeonato Brasileiro Série A | 21          | 4          |
| 2003     | Atlético Paranaense  | Campeonato Brasileiro Série A | 12          | 0          |
| 2003-'04 | Manchester United FC | Premier League                | 12          | 2          |
| 2004-'05 | Manchester United FC | Premier League                | 8           | 0          |
| 2005-'06 | Beşiktaş JK          | Süper Lig                     | 31          | 3          |
| 2006-'07 | Beşiktaş JK          | Süper Lig                     | 14          | 0          |
| 2008     | CR Flamengo          | Campeonato Brasileiro Série A | 24          | 5          |
| 2009     | CR Flamengo          | Campeonato Brasileiro Série A | 16          | 1          |
| 2010     | CR Flamengo          | Campeonato Brasileiro Série A | 21          | 3          |
| 2011     | CR Flamengo          | Campeonato Brasileiro Série A | 18          | 2          |
| 2012     | CR Flamengo          | Campeonato Brasileiro Série A | 3           | 0          |
| 2012     | EC Bahia             | Campeonato Brasileiro Série A | 19          | 2          |

1 Marcos ·
2 Cafú  ·
3 Lúcio ·
4 Roque Júnior ·
5 Edmílson ·
6 Roberto Carlos ·
7 Ricardinho ·
8 Gilberto Silva ·
9 Ronaldo ·
10 Rivaldo ·
11 Ronaldinho ·
12 Dida ·
13 Belletti ·
14 Ânderson Polga ·
15 Kléberson ·
16 Júnior ·
17 Denílson ·
18 Vampeta ·
19 Juninho Paulista ·
20 Edílson ·
21 Luizão ·
22 Rogério Ceni ·
23 Kaká ·
Coach: Scolari
1 Júlio César ·
2 Mancini ·
3 Luisão ·
4 Juan ·
5 Renato ·
6 Gustavo Nery ·
7 Adriano ·
8 Kléberson ·
9 Luís Fabiano ·
10 Alex ·
11 Edu ·
12 Fábio ·
13 Maicon ·
14 Bordon ·
15 Cris ·
16 Dudu Cearense ·
17 Adriano C. ·
18 Júlio Baptista ·
19 Diego ·
20 Felipe ·
19 Ricardo Oliveira ·
20 Vágner Love ·
Coach: Parreira
1 Júlio César ·
2 Maicon ·
3 Lúcio  ·
4 Juan ·
5 Felipe Melo ·
6 Kléber ·
7 Elano ·
8 Gilberto Silva ·
9 Luís Fabiano ·
10 Kaká ·
11 Robinho ·
12 Victor ·
13 Dani Alves ·
14 Luisão ·
15 Miranda ·
16 André Santos ·
17 Josué ·
18 Ramires ·
19 Júlio Baptista ·
20 Kléberson ·
21 Alexandre Pato ·
22 Nilmar ·
23 Gomes ·
Coach: Dunga
1 Júlio César ·
2 Maicon ·
3 Lúcio  ·
4 Juan ·
5 Felipe Melo ·
6 Michel Bastos ·
7 Elano ·
8 Gilberto Silva ·
9 Luís Fabiano ·
10 Kaká ·
11 Robinho ·
12 Gomes ·
13 Dani Alves ·
14 Luisão ·
15 Thiago Silva ·
16 Gilberto Melo ·
17 Josué ·
18 Ramires ·
19 Júlio Baptista ·
20 Kléberson ·
21 Nilmar ·
22 Doni ·
23 Grafite ·
Coach: Dunga